# Sidvagn

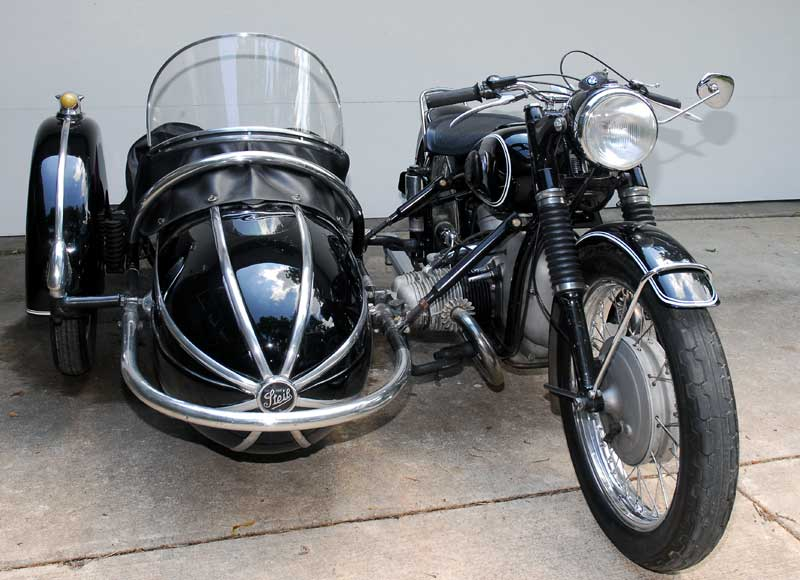
En BMW med sidvagn.

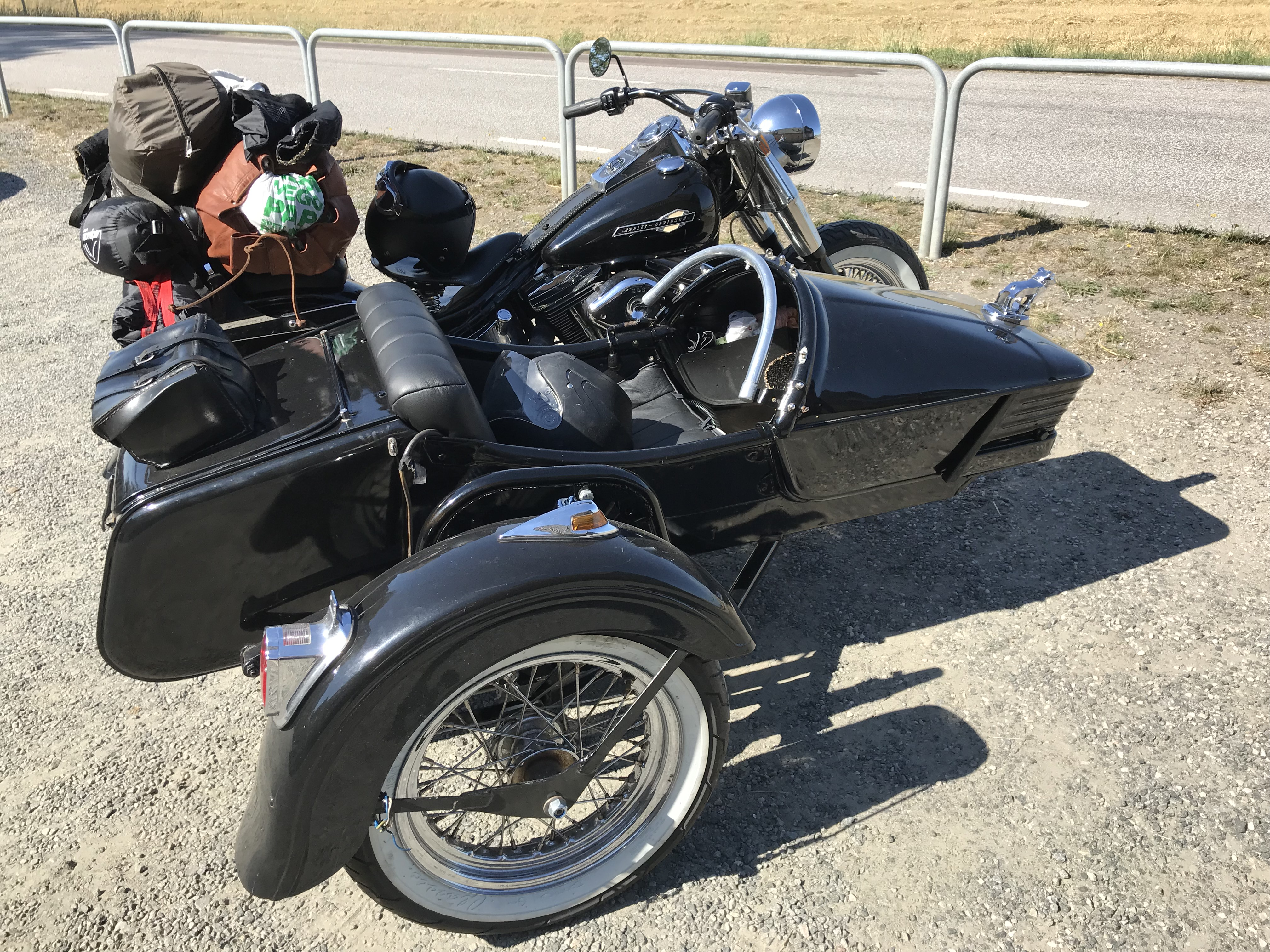
En Harley-Davidson med sidvagn.

En sidvagn eller sidovagn är en enhjulig vagn för last- eller persontransport, monterad på ena sidan om en cykel eller motorcykel.

## För motorcykel
Storhetstiden för motorcykel med sidovagn inföll i Sverige i mitten på 1900-talet. En typisk sidvagn från den tiden har en stoppad stol med ryggstöd, placerad i en mer eller mindre strömlinjeformad kåpa eller öppen kaross. Kåpan har på vissa sidvagnar en liten uppstickande vindruta. Vagnens enda hjul brukar sitta på vägkantssidan, medan vagnens andra sida är fäst vid motorcykeln och hålls uppe av den.
En boom inträffade även 1975 till 1995, då Svenska Sidvagnsklubben hade hundratals medlemmar i sitt register. Sidvagnarna var då tvåsitsiga för att transportera barn.
Det finns även sidvagnar med två hjul från den holländska tillverkaren EML. Sidvagnen monteras antingen på höger eller vänster sida av motorcykeln, beroende på om ekipaget ska användas i höger eller vänstertrafik.
Sidvagnsekipagen har fortfarande ett starkt grepp om entusiasterna, och tillverkarna är många.
EML, EZS, Sauer, Side-Bike och tjeckiska Velorex för att nämna några. Vill man köpa kompletta ekipage, så finns URAL och Dnepr från Ryssland respektive Ukraina och Chang-Jiang från Kina.
Det tävlas i motorcykel med sidvagn och passageraren kallas då för burkslav.